# Sinophorus heliothidis
Sinophorus heliothidis är en stekelart som beskrevs av Sanborne 1984. Sinophorus heliothidis ingår i släktet Sinophorus och familjen brokparasitsteklar. Inga underarter finns listade i Catalogue of Life.